# Harald Sicheritz

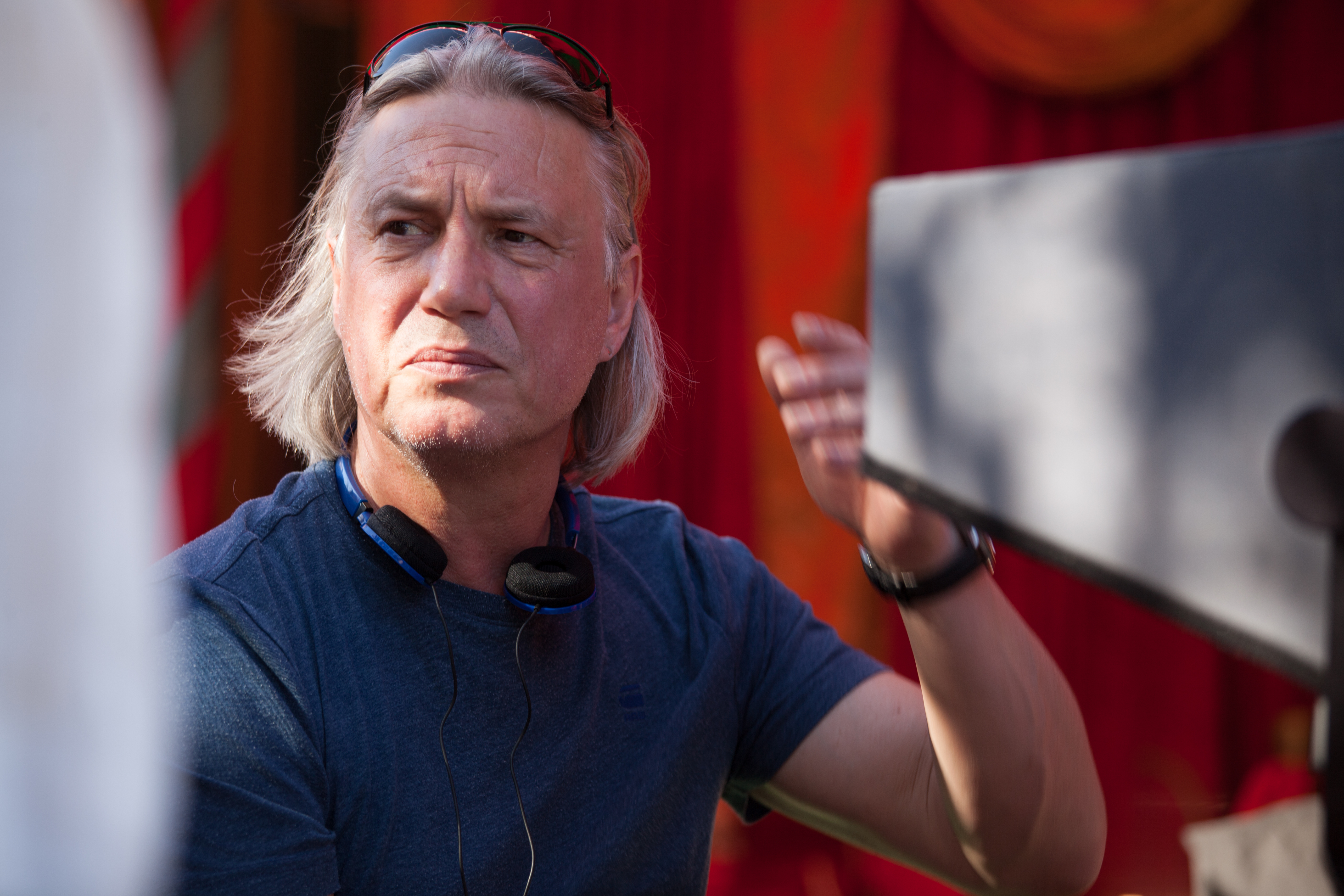
Harald Sicheritz, 2016

Harald Sicheritz (* 25. Juni 1958 in Stockholm, Schweden) ist ein österreichischer Drehbuchautor und Regisseur.

## Leben
Harald Sicheritz wuchs im Wiener Gemeindebezirk Favoriten auf, er besuchte von 1968 bis 1976 das Bundesrealgymnasium Waltergasse und studierte danach Kommunikationswissenschaft und Politikwissenschaft. 1983 schloss er sein Studium als Dr. phil. ab – mit einer Dissertation zum Thema Wie unterhält das Fernsehen?
Zum ersten Mal einen Namen machte sich Sicheritz als Bassist und Texter der Gruppe Wiener Wunder, die 1986 mit Loretta einen Nummer-1-Hit in den österreichischen Charts hatte und wesentlich zum Soundtrack der musikalischen Kinokomödie Müllers Büro beitrug. Er war zudem 1980 bis 1984 als Fernsehjournalist am TV-Jugendmagazin Ohne Maulkorb des ORF beteiligt. 2009 war er einer der Gründer der Akademie des Österreichischen Films und zehn Jahre lang Mitglied des Vorstands.
Seit seinem Regiedebüt Muttertag von 1993 hat sich Harald Sicheritz zu einem der bedeutendsten österreichischen Regisseure entwickelt. Neben seinen regelmäßigen Arbeiten fürs Kino führt er, häufig auch als Autor oder Koautor der Drehbücher, Regie bei TV-Filmen und Serien (Tatort, Kaisermühlen Blues, MA 2412, Vier Frauen und ein Todesfall, Die Gipfelzipfler, Vorstadtweiber) sowie bei zahlreichen Werbespots.
Das Österreichische Filminstitut ÖFI listet in seiner seit 1982 geführten Besucherstatistik die Sicheritz-Kinofilme Hinterholz 8 (mit 617.596) und Poppitz (mit 441.082) auf den Rängen eins und zwei.
Sicheritz ist mit der Schauspielerin Proschat Madani liiert.

## Filmografie (Regie, Auswahl)
- 1994: Muttertag
- 1995: Freispiel
- 1997: Qualtingers Wien
- 1998: Hinterholz 8
- 1999: Fink fährt ab
- 1999: Wanted
- 1999: Jahrhundertrevue
- 2000: Zwölfeläuten
- 2000: Trautmann: Wer heikel ist, bleibt übrig
- 2002: Poppitz
- 2003: MA 2412 – Die Staatsdiener
- 2005: Mutig in die neuen Zeiten: Im Reich der Reblaus
- 2006: Mutig in die neuen Zeiten: Nur keine Wellen
- 2007: Darum
- 2008: Mutig in die neuen Zeiten: Alles anders
- 2008: Tatort: Baum der Erlösung
- 2010: Tatort – Ausgelöscht
- 2010: 3faltig
- 2011: Hexe Lilli – Die Reise nach Mandolan
- 2012: Tatort – Zwischen den Fronten
- 2013: Bad Fucking
- 2013: Tatort – Abgründe
- 2013: Clara Immerwahr
- 2014: Tatort – Paradies
- 2014–19: Vorstadtweiber TV-Serie
- 2016: Landkrimi – Sommernachtsmord
- 2017: Baumschlager
- 2022: Broll + Baroni – Für immer tot (Fernsehfilm)
- 2022: Weber & Breitfuß
- 2024: Eigentlich sollten wir (Fernsehfilm)

## Auszeichnungen
- 2016: Österreichisches Ehrenkreuz für Wissenschaft und Kunst[2]
- 2013: Goldenes Verdienstzeichen des Landes Wien[3]
- 2011: ACC Golden Ticket (Hexe Lilli – die Reise nach Mandolan)
- 2008: Österreichischer Staatspreis für Werbefilm (Mercutio – Wiener Kindertheater)
- 2006: Cannes Lions Film Finalist (Church – Wiener Barkeeperschule)
- 2004: ACC Golden Ticket (MA 2412 – die Staatsdiener)
- 2003: ACC Golden Ticket (Poppitz)
- 2002: Fernsehpreis der Österreichischen Volksbildung (Zwölfeläuten)
- 2000: Goldene Romy für den erfolgreichsten österreichischen Film (Wanted)
- 2000: ACC Golden Ticket (Wanted)
- 1999: Erich Neuberg-Regiepreis (Qualtingers Wien)
- 1999: Goldene Romy für den erfolgreichsten österreichischen Film (Hinterholz 8)
- 1998: ACC Platinum Ticket (Hinterholz 8)
- 1996: ACC Golden Ticket (Freispiel)
- 1996: Goldene Romy für den erfolgreichsten österreichischen Film (Freispiel)